# Denton (Maryland)
Denton is een plaats (town) in de Amerikaanse staat Maryland, en valt bestuurlijk gezien onder Caroline County.

## Demografie
Bij de volkstelling in 2000 werd het aantal inwoners vastgesteld op 2960.
In 2006 is het aantal inwoners door het United States Census Bureau geschat op 3552, een stijging van 592 (20.0%).

## Geografie
Volgens het United States Census Bureau beslaat de plaats een oppervlakte van
6,7 km², waarvan 6,4 km² land en 0,3 km² water. Denton ligt op ongeveer 6 m boven zeeniveau. Door Denton stroomt Choptank River, een rivier die uitkomt in Chesapeake Bay.

## Plaatsen in de nabije omgeving
De onderstaande figuur toont nabijgelegen plaatsen in een straal van 16 km rond Denton.